# Stadio Alcorta e Luna
Lo Stadio Alcorta y Luna (in spagnolo Estadio Alcorta y Luna) è stato uno stadio calcistico di Buenos Aires, in Argentina. Come la maggior parte degli stadi dell'epoca prendeva il nome dalle strade in cui era situato.

## Storia
Lo stadio fu inaugurato il 17 agosto 1924. La struttura era in legno, e il campo era corto e largo. L'Huracán giocò svariati tornei di massima serie nello stadio, tra cui il primo campionato professionistico argentino, la Primera División organizzata dalla Liga Argentina de Football nel 1931. In seguito il terreno, inizialmente ottenuto in affitto, fu acquistato dalla società il 23 aprile 1939 per iniziare la costruzione del nuovo impianto, l'Estadio Tomás Adolfo Ducó. L'ultima partita giocata all'Alcorta y Luna si tenne il 22 settembre 1942.